# Um Ki-joon
Um Ki-joon (엄기준?, Eom Gi-junLR; 22 aprile 1976) è un attore sudcoreano.

## Carriera
Um Ki-joon ha fatto il suo debutto come attore nel 1995 nella commedia teatrale Riccardo III, anche se in seguito divenne famoso come attore nei musical, con Singin 'in the Rain, The Sorrows of Young Werther, Grease , I tre moschettieri, Jack lo Squartatore, Il Conte di Monte Cristo, Catch Me If You Can e Rebecca. È anche apparso nella commedia di Patrick Marber Closer.
La popolarità di Um è aumentata dopo aver iniziato a recitare in ruoli secondari in serie televisive come Life Special Investigation Team, Geudeur-i saneun sesang, Hieoro, Dream High, Yeoin-eui Hyanggi e  Yuryeong. È stato anche il protagonista in Jalhaetgun Jalhaesseo e Deo Baireosu.
Um interpreterò il ruolo del cattivo nel suo primo film Pagoedoen sana-i, al fianco di Kim Myung-min. Questo è stato seguito da un ruolo come Lee Ki-cheol, un investigatore che indagava su omicidi seriali nel film horror The webtoon: Yeogosar-in, al fianco di Lee Si-young.
Um è noto per il ruolo del cattivo nel thriller di successo Pigo-in. Recitò anche nel film Hyungbuoegwa: Simjangeul Humchin Uisadeul.

## Filmografia

### Cinema
- Pagoedoen sana-i, regia di Woo Min-ho (2010)
- Yicheungui Akdang, regia di Son Jae-gon (2010)
- Kim Jong-uk chat-gi, regia di Jang Yoo-jeong (2010)
- The webtoon: Yeogosar-in, regia di Kim Yong-gyun (2013)

### Televisione
- Drama City – serie TV, 3 episodi (2006-2008)
- Kimchi Cheese Smile – serie TV (2007)
- Life Special Investigation Team – serie TV (2008)
- Geudeur-i saneun sesang – serie TV (2008)
- Jalhaetgun Jalhaesseo – serie TV (2009)
- Hieoro – serie TV (2009)
- Dream High – serie TV (2010)
- Miss Ripley – serie TV (2011)
- Yeoin-eui Hyanggi – serie TV (2011)
- Jigoneun Motsal-a – serie TV, episodi 14-17 (2011)
- Yuryeong – serie TV (2012)
- The Virus – serie TV (2013)
- Neo-ui moksoriga deullyeo – serie TV, episodio 14 (2013)
- Golden Cross – serie TV (2014)
- Bongmyeon-geomsa – serie TV (2015)
- Nightmare Teacher – serie TV (2016)
- Pigo-in – serie TV (2017)
- Robos-i ani-ya – serie TV (2017)[22]
- Hyungbuoegwa: Simjangeul Humchin Uisadeul – serie TV (2018)
- Piccole donne (작은 아씨들?, Jag-eun assideulLR) – serie TV (2022)

## Videografia
- Goodbye, 20 Years Old dei Toy (2007)
- Three People di Lee Ki-chan (2007)
- April Snow di Huh Gak (2015)

## Teatro
| Anno      | Titolo                                             | Ruolo              |
| --------- | -------------------------------------------------- | ------------------ |
| 1995      | Richard III                                        |                    |
| 1996      | Oliver!                                            |                    |
| 1998      | Gwanggaeto the Great                               |                    |
| 1999      | Tripitaka Koreana                                  |                    |
| 1999      | Jang Bogo, the Sea God                             |                    |
| 2000      | Oh! Happy Day                                      |                    |
| 2001      | Singin' in the Rain                                | Don Lockwood       |
| 2002      | The Sorrows of Young Werther                       | Werther            |
| 2002      | Songshan Nights                                    | Kim Hyun           |
| 2002      | Carmen                                             | Escamillo          |
| 2003      | Grease                                             | Danny Zuko         |
| 2003-2004 | The Sorrows of Young Werther                       | Werther            |
| 2004      | Men's Impulses                                     | Yoo-jung           |
| 2004      | Singin' in the Rain                                | Don Lockwood       |
| 2004      | Anakji Love Story                                  |                    |
| 2005      | Assassins                                          | John Wilkes Booth  |
| 2005      | Grease                                             | Danny Zuko         |
| 2005-2006 | Hedwig and the Angry Inch                          | Hedwig             |
| 2005      | Love Diary                                         |                    |
| 2006-2007 | Singin' in the Rain                                | Dong-hyun          |
| 2006      | The Sorrows of Young Werther                       | Werther            |
| 2006      | Le Passe-Muraille                                  | Dusoleil           |
| 2006      | Finding Kim Jong-wook                              | Man/Kim Jong-wook  |
| 2006      | Grease                                             | Danny Zuko         |
| 2006      | Passion of the Rain                                |                    |
| 2007      | A Day                                              | Han Min-ho         |
| 2007      | Hedwig Concert Together with John Cameron Mitchell |                    |
| 2007-2008 | Mad Kiss                                           | Jang Jung          |
| 2007-2008 | Separated Man and Woman                            | Kang Yeon-oh       |
| 2009      | The Lower Depths                                   | Satine             |
| 2009      | The Three Musketeers                               | D'Artagnan         |
| 2009-2010 | Jack the Ripper                                    | Daniel             |
| 2010      | The Count of Monte Cristo                          | Edmond Dantès      |
| 2010      | Jack the Ripper                                    | Daniel             |
| 2010      | Closer                                             | Dan                |
| 2010-2011 | The Three Musketeers                               | D'Artagnan         |
| 2011      | The Count of Monte Cristo                          | Edmond Dantès      |
| 2011      | Jack the Ripper                                    | Daniel             |
| 2011      | The Three Musketeers                               | D'Artagnan         |
| 2012      | Catch Me If You Can                                | Frank Abagnale Jr. |
| 2012      | Jack the Ripper                                    | Daniel             |
| 2012-2013 | Catch Me If You Can                                | Frank Abagnale Jr. |
| 2013      | The Three Musketeers                               | D'Artagnan         |
| 2013      | The Count of Monte Cristo                          | Edmond Dantès      |
| 2013      | Jack the Ripper                                    | Daniel             |
| 2013      | Bonnie & Clyde                                     | Clyde Barrow       |
| 2013-2014 | The Sorrows of Young Werther                       | Werther            |
| 2013-2014 | The Three Musketeers                               | D'Artagnan         |
| 2014      | Bonnie & Clyde                                     | Clyde Barrow       |
| 2014-2015 | Rebecca                                            | Maxim de Winter    |
| 2015      | Robin Hood                                         | Robin Hood         |
| 2015      | Cinderella                                         | Prince Christopher |
| 2015-2016 | Werther                                            | Werther            |
| 2016      | Rebecca                                            | Maxim de Winter    |
| 2016      | Mata Hari                                          | Armand             |
| 2016      | Jack the Ripper                                    | Daniel             |
| 2016-2017 | The Count of Monte Cristo                          | Edmond Dantès      |
| 2017      | Mata Hari                                          | Armand             |
| 2017      | Rebecca                                            | Maxim de Winter    |
| 2018-2019 | The Days                                           | Cha Jung-hak       |

## Riconoscimenti
| Anno | Evento                                       | Premio                                                | Ricevente                                 | Risultato       |
| ---- | -------------------------------------------- | ----------------------------------------------------- | ----------------------------------------- | --------------- |
| 2007 | MBC Entertainment Award                      | Excellence Award, Actor in a Sitcom/Comedy            | Kimchi Cheese Smile                       | Vincitore/trice |
| 2008 | KBS Drama Award                              | Best Supporting Actor                                 | Geudeur-i saneun sesang                   | Vincitore/trice |
| 2009 | Baeksang Arts Award                          | Best New Actor (TV)                                   | Geudeur-i saneun sesang                   | Candidato/a     |
| 2010 | Grand Bell Award                             | Best New Actor                                        | Pagoedoen sana-i                          | Candidato/a     |
| 2010 | Korean Film Award                            | Best New Actor                                        | Pagoedoen sana-i                          | Candidato/a     |
| 2011 | Max Movie Award                              | Best New Actor                                        | Pagoedoen sana-i                          | Candidato/a     |
| 2011 | Baeksang Arts Award                          | Best New Actor (Film)                                 | Pagoedoen sana-i                          | Candidato/a     |
| 2011 | Puchon International Fantastic Film Festival | It Star Award                                         | N.D.                                      | Vincitore/trice |
| 2011 | Korea Drama Award                            | Best Supporting Actor                                 | Dream High, Scent of a Woman              | Candidato/a     |
| 2011 | SBS Drama Award                              | Excellence Award, Actor in a Weekend Drama            | Yeoin-eui Hyanggi                         | Vincitore/trice |
| 2012 | SBS Drama Award                              | Excellence Award, Actor in a Drama Special            | Yuryeong                                  | Candidato/a     |
| 2017 | SBS Drama Award                              | Character of the Year                                 | Pigo-in                                   | Vincitore/trice |
| 2018 | SBS Drama Award                              | Producers Award for Actor                             | Hyungbuoegwa: Simjangeul Humchin Uisadeul | Vincitore/trice |
| 2018 | SBS Drama Award                              | Excellence Award, Actor in a Wednesday-Thursday Drama | Hyungbuoegwa: Simjangeul Humchin Uisadeul | Candidato/a     |

## Doppiatori italiani
Nelle versioni in italiano delle opere in cui ha recitato, Um Ki-joon è stato doppiato da:
- Luca Bottale in Dream High.